# Falstaff

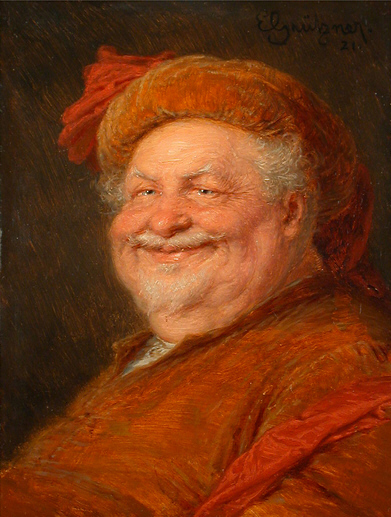
Falstaff in un dipinto di Eduard von Grützner (1921)

Sir John Falstaff è un personaggio di William Shakespeare. Appare in tre opere (Enrico IV, parte I e parte II, e Le allegre comari di Windsor) ed è menzionato in una quarta (Enrico V).

## Caratteristiche
Shakespeare lo costruisce come un personaggio comico: un gentiluomo giullare, dotato di un appetito insaziabile per il cibo, le bevande e le donne. Bugiardo e orgoglioso, non gli manca lo spirito, il che gli permette di uscire da situazioni pericolose, delicate o grottesche in cui si ritrova regolarmente. È uno dei personaggi più comici di Shakespeare, anche se fa la sua comparsa per la prima volta non in una commedia, ma in un dramma storico.
Si ritiene che per la creazione di questo personaggio, un cavaliere grasso e vanaglorioso, il drammaturgo si sia ispirato a sir John Oldcastle, militare che guidò le milizie inglesi durante una fase della Guerra dei cent'anni e che fu ucciso sotto il regno di Enrico V, perché era un lollardo.
Edmond Malone ha affermato che il personaggio fu creato per essere impersonato da John Heminges, tuttavia non ci sono riscontri certi. Una ipotesi alternativa è che Falstaff fu scritto per il clown Will Kempe. All'attore originale subentrò poi John Lowin, specializzato in ruoli comici.
Figura essenzialmente comica, Falstaff ha in sé tuttavia anche caratteristiche più profonde, con una commistione di generi che è frequente nei drammi shakespeariani. Nel secondo atto, scena terza dell'Enrico V, la sua morte, causata dal dolore per il ripudio da parte del re, è descritta in maniera drammatica e toccante; inoltre, benché la narrazione sia portata in scena da Eleanor Quickly, locandiera con legami con il mondo criminale, le parole usate riecheggerebbero quelle di Platone per la morte di Socrate.
Il percorso di Falstaff dalla commedia alla tragedia è stato ripreso anche successivamente da Arrigo Boito nella stesura del libretto dell'omonima opera di Giuseppe Verdi.
Modelli per il personaggio di Falstaff possono essere riconosciuti nel Pirgopolinice del Miles gloriosus di Plauto e nel Trasone dell'Eunuco di Terenzio, archetipi di una vasta schiera di soldati, capitani e cavalieri millantatori e spacconi, ricorrenti nella storia del teatro europeo.